# Telmatoscopus praecipuus
Telmatoscopus praecipuus är en tvåvingeart som beskrevs av Quate 1962. Telmatoscopus praecipuus ingår i släktet Telmatoscopus och familjen fjärilsmyggor. Inga underarter finns listade i Catalogue of Life.